# Battaglia della Drina
La battaglia della Drina (in serbo Битка на Дрини) fu combattuta tra il settembre e l'ottobre del 1914 tra le forze del Regno di Serbia e dell'Impero austro-ungarico, durante la prima guerra mondiale. Gli austro-ungarici lanciarono una significativa offensiva sul fiume Drina, che scorreva lungo il confine occidentale della Serbia. Ai primi di ottobre l'esercito serbo fu costretto a ritirarsi, dopodiché si raggruppò per combattere lo scontro successivo, che sarebbe stato combattuto lungo il fiume Kolubara.

## Preludio
Dopo aver perso la battaglia del Cer nell'agosto del 1914, l'imperial regio Esercito austro-ungarico si ritirò oltre la Drina, in Bosnia e in Sirmia. Sotto la pressione dei suoi alleati, la Serbia condusse un'offensiva di portata limitata oltre la Sava, inoltrandosi in Sirmia con la 1ª Armata. Nel frattempo, la Prima Divisione Timok, appartenente alla 2ª Armata serba, registrò una pesante sconfitta in uno scontro diversivo, subendo 6'000 perdite ed infliggendone solamente 2'000 ai nemici.
Con la maggior parte delle sue forze in Bosnia, il generale Oskar Potiorek decise che il modo migliore per fermare l'offensiva serba fosse di lanciare un'altra invasione in Serbia, al fine di obbligare i Serbi a richiamare i loro soldati per difendere il loro piccolo Stato.

## L'offensiva
Il 7 settembre iniziò l'attacco austro-ungarico, proveniente da ovest. L'attacco vide la 5ª e la 6ª Armata attraversare la Drina, la 5ª nella regione di Mačva, la 6ª un poco più a sud. L'attacco iniziale della 5ª Armata fu respinto dalla 2ª Armata serba, con 4'000 perdite sul lato austro-ungarico, ma la 6ª Armata, più forte, riuscì a sorprendere la 3ª Armata serba e riuscì a conquistare un piccolo punto di appoggio. Dopo che alcune unità della 2ª Armata serba furono inviate a rinforzare la 3ª Armata, la 5ª Armata austro-ungarica riuscì a creare una testa di ponte, dopo aver attaccato nuovamente. A questo punto, il vojvoda Radomir Putnik fece ritirare la 1ª Armata serba dalla Sirmia (contro l'opposizione popolare) e la usò per condurre un feroce contrattacco contro la 6ª Armata austro-ungarica. Questo contrattacco vide un'iniziale fase di successi, ma si impantanò alla fine in un combattimento estremamente sanguinoso di quattro giorni per la conquista della cima del Jagodnja, durante il quale entrambe le parti soffrirono perdite elevatissime, dovute ad attacchi frontali sconsiderati. Due divisioni serbe persero all'incirca 11'000 uomini: le perdite austro-ungariche probabilmente si aggirarono anch'esse attorno a questa cifra.
Il generale Putnik ordinò dunque una ritirata verso le colline circostanti e la linea del fronte per un mese e mezzo si arrestò in una guerra di trincea. Questo tipo di guerra fu molto sfavorevole per i Serbi, che erano inferiori per artiglieria pesante, riserve di munizioni, ritmo di produzione dei proiettili e per qualità delle calzature, dal momento che la stragrande maggioranza della fanteria indossava i tradizionali opanak (calzature leggere), mentre gli austro-ungarici avevano stivali di pelle impermeabili. La maggior parte dei materiali bellici erano forniti dagli Alleati, che fronteggiavano, anche loro, una grande penuria di materiali. Di fronte ad una tale situazione, l'artiglieria serba incominciò a tacere molto velocemente, mentre gli Austro-ungarici aumentavano gradualmente il loro fuoco. Le perdite serbe, dovute a qualunque motivo, raggiunsero, in alcune divisioni, le 100 unità giornaliere.
Durante la prima settimana di guerra di trincea, l'armata serba Užice e l'armata montenegrina Sanjak condussero un'offensiva in Bosnia, che non ebbe successo. Inoltre, entrambe le parti condussero alcuni attacchi locali, la maggior parte dei quali si risolse con una sonora sconfitta dell'attaccante. In uno di questi attacchi, l'esercito serbo impiegò per la prima volta la strategia della guerra di mina: una divisione combinata scavò dei tunnel sotto le trincee austro-ungariche, che si trovavano a circa 20-30 metri di distanza da quelle serbe, e, dopo aver posizionato delle mine, le fece saltare in aria poco prima dell'inizio della carica della fanteria.